# Họ Cá ngát
Họ Cá ngát là một họ cá da trơn có danh pháp khoa học Plotosidae với đuôi kéo dài giống như đuôi lươn. Các loài cá này có nguồn gốc từ Ấn Độ Dương và miền tây Thái Bình Dương, từ Nhật Bản tới Australia và Fiji. Họ này bao gồm khoảng 35 loài trong 10 chi. Khoảng một nửa số loài là cá nước ngọt, có mặt ở khu vực Australia và New Guinea.
Các loài cá này có thân giống như lươn. Đuôi của chúng nhọn hoặc tròn tù. Phần lớn các loài có 4 râu. Chúng không có vây béo. Phần đuôi được tạo ra từ sự kết hợp của vây lưng thứ hai, vây đuôi và vây hậu môn để tạo ra một vây liên tục duy nhất.
Một số loài trong họ này có thể gây ra những vết thương nguy hiểm cho con người, nọc từ cú chích của Plotosus lineatus có thể gây ra tử vong. Chúng là các loài cá ăn đáy và thường sử dụng râu để phát hiện thức ăn.

## Phân loại
- Chi Anodontiglanis Rendahl, 1922
  - Anodontiglanis dahli Rendahl, 1922
- Chi Cnidoglanis Günther, 1864
  - Cnidoglanis macrocephalus
- Chi Euristhmus Ogilby, 1899
  - Euristhmus lepturus
  - Euristhmus microceps
  - Euristhmus microphthalmus Murdy & Ferraris, 2006
  - Euristhmus nudiceps
  - Euristhmus sandrae Murdy & Ferraris, 2006
- Chi Neosiluroides Allen and Feinberg, 1998
  - Neosiluroides cooperensis Allen & Feinberg, 1998
- Chi Neosilurus Steindachner, 1867
  - Neosilurus ater
  - Neosilurus brevidorsalis
  - Neosilurus coatesi
  - Neosilurus equinus
  - Neosilurus gjellerupi
  - Neosilurus gloveri Allen & Feinberg, 1998
  - Neosilurus hyrtlii Steindachner, 1867
  - Neosilurus idenburgi
  - Neosilurus mollespiculum Allen & Feinberg, 1998
  - Neosilurus novaeguineae
  - Neosilurus pseudospinosus Allen & Feinberg, 1998
- Chi Oloplotosus Weber, 1913
  - Oloplotosus luteus Gomon & Roberts, 1978
  - Oloplotosus mariae Weber, 1913
  - Oloplotosus torobo Allen, 1985
- Chi Paraplotosus Bleeker, 1862
  - Paraplotosus albilabris
  - Paraplotosus butleri Allen, 1998
  - Paraplotosus muelleri
- Chi Plotosus Lacepède, 1803
  - Plotosus abbreviatus Boulenger, 1895
  - Plotosus canius Hamilton, 1822
  - Plotosus fisadoha Ng & Sparks, 2002
  - Plotosus japonicus Yoshino & Kishimoto, 2008
  - Plotosus limbatus Valenciennes, 1840
  - Plotosus lineatus Valenciennes, 1840
  - Plotosus nhatrangensis Prokofiev, 2008
  - Plotosus nkunga Gomon & Taylor, 1982
  - Plotosus papuensis Weber, 1910
- Chi Porochilus Weber, 1913
  - Porochilus argenteus
  - Porochilus meraukensis
  - Porochilus obbesi Weber, 1913
  - Porochilus rendahli
- Chi Tandanus Mitchell, 1838
  - Tandanus bostocki Whitley, 1944
  - Tandanus tandanus

## Hình ảnh

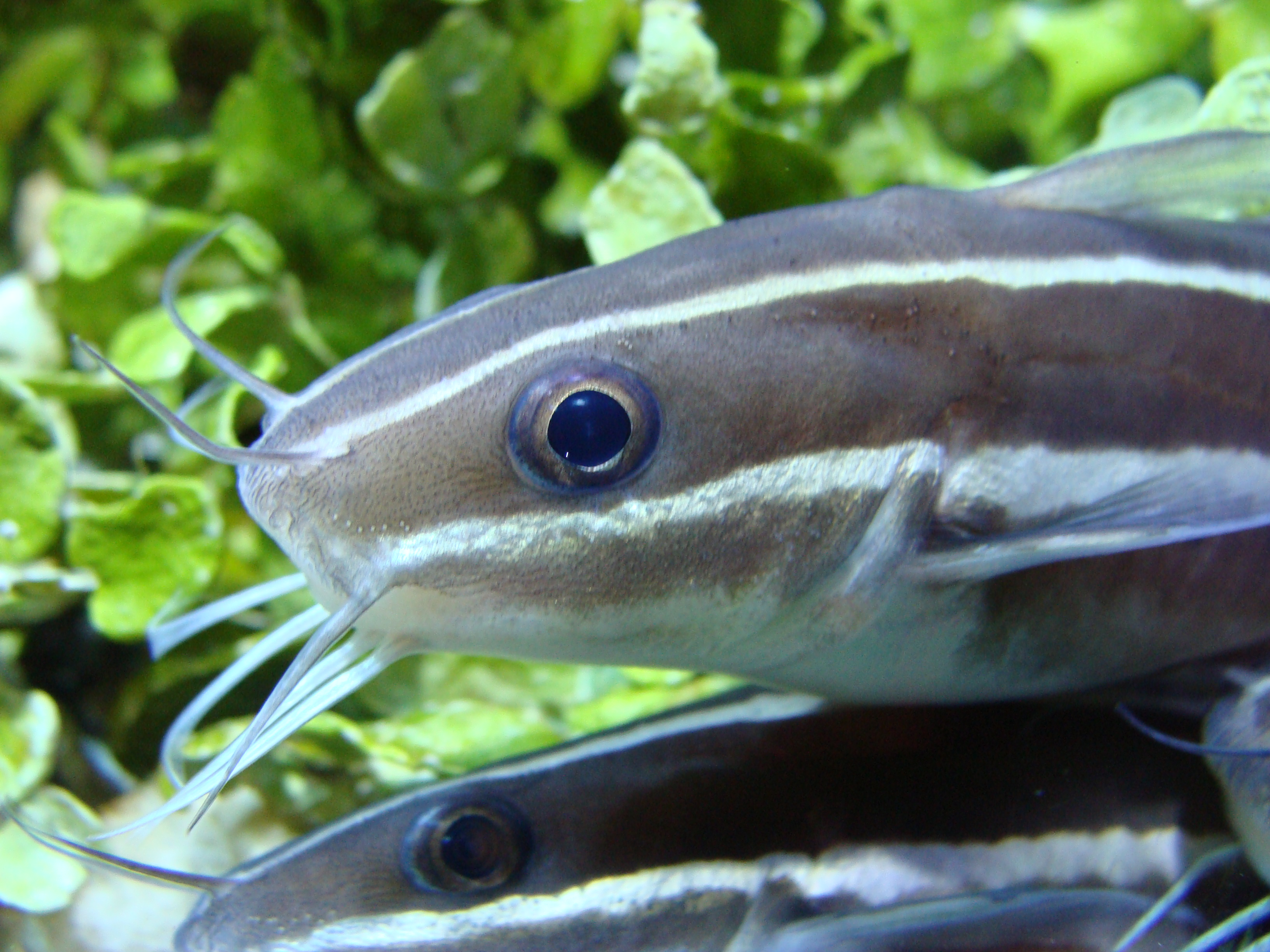
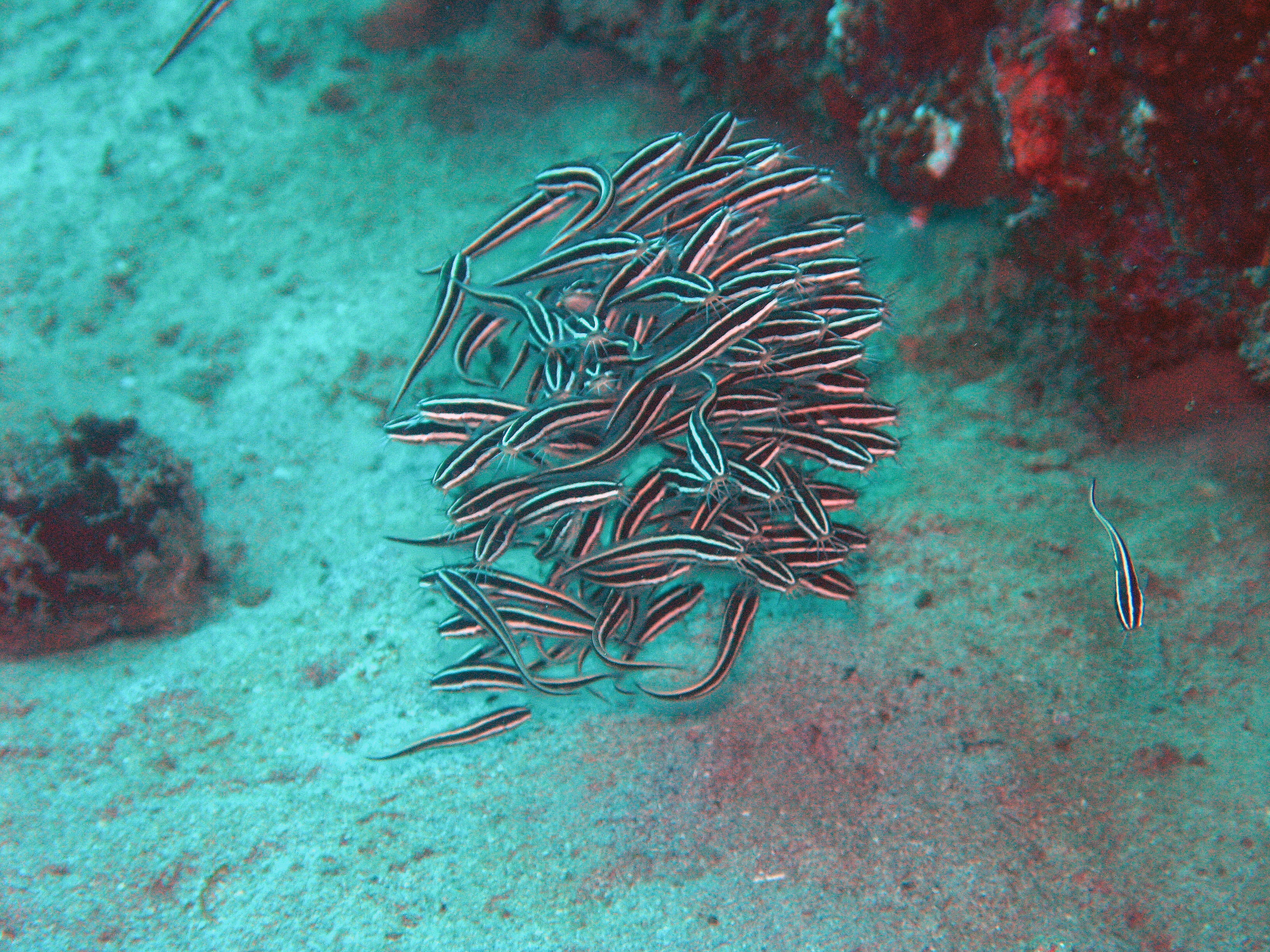
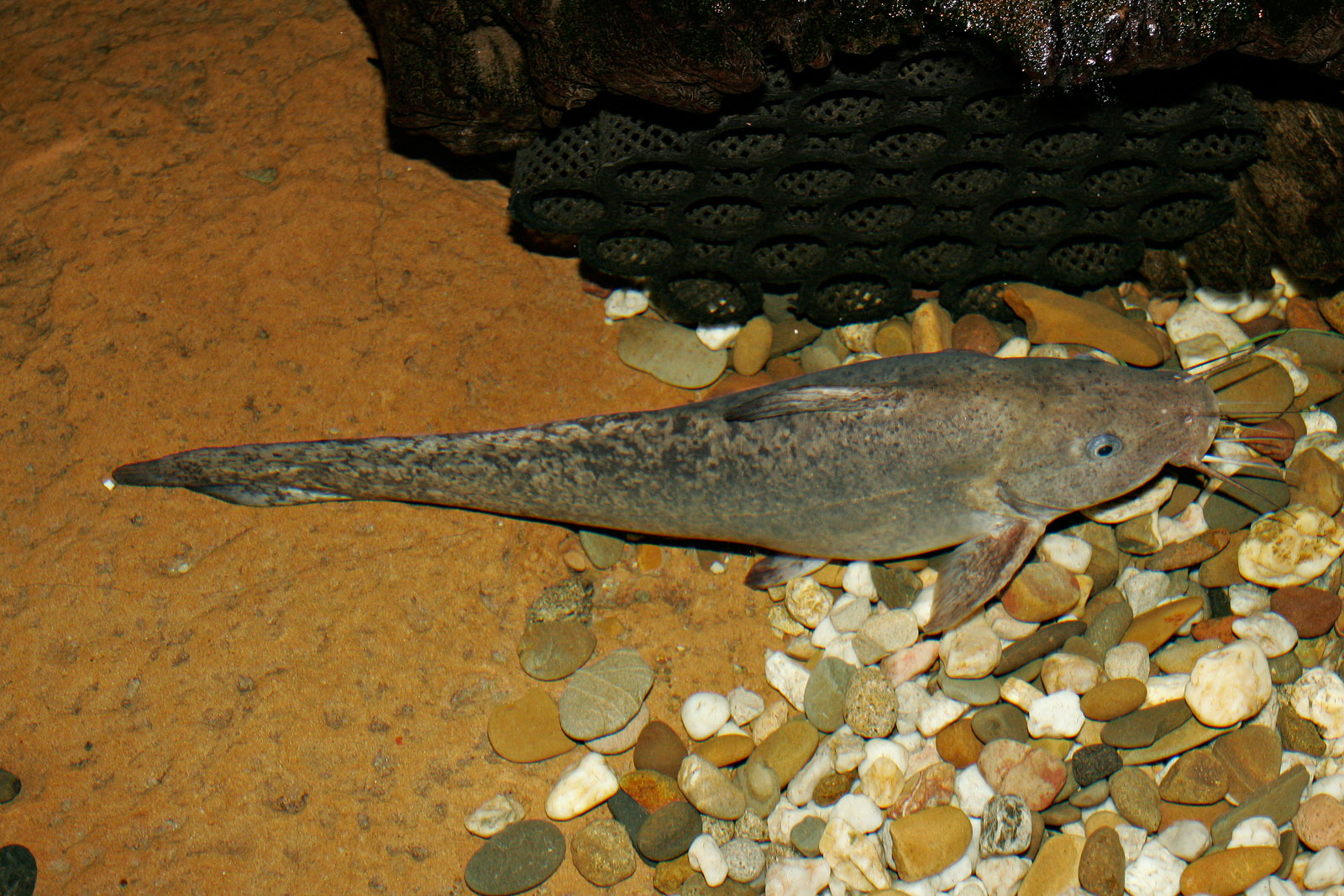